# Kanton Raucourt-et-Flaba
Raucourt-et-Flaba is een voormalig kanton van het Franse departement Ardennes. Het kanton maakte deel uit van het arrondissement Sedan tot het op 1 januari 2015 werd opgeheven en de gemeenten werden toegevoegd aan het kanton Vouziers in het arrondissement Vouziers. De gemeenten bleven echter wel onder het arrondissement Sedan vallen waardoor het kanton Vouziers nu over twee arrondissementen verdeeld is.

## Gemeenten
Het kanton Raucourt-et-Flaba omvatte de volgende gemeenten:
- Angecourt
- Artaise-le-Vivier
- La Besace
- Bulson
- Chémery-sur-Bar
- Haraucourt
- Maisoncelle-et-Villers
- Le Mont-Dieu
- La Neuville-à-Maire
- Raucourt-et-Flaba (hoofdplaats)
- Remilly-Aillicourt
- Stonne